# Tiếng Komering
Tiếng Komering là một trong những ngôn ngữ bản địa của tỉnh Nam Sumatra, ngôn ngữ này là ngôn ngữ được nói ở khu vực Ogan Komering lớn hơn (Ogan Komering Ilir, Ogan Komering Ulu Timur, Ogan Komering Ulu Selatan và Ogan Komering Ulu), ngôn ngữ này có hai phương ngữ lớn là phương ngữ Ulu và phương ngữ Ilir.
Số lượng người nói khoảng 470.000 người, họ là người Komering. Phương ngữ Komering Ulu được sử dụng phổ biến ở vùng Ogan Komering Ulu, nhiều từ trong phương ngữ này vẫn bắt nguồn từ tiếng Lampung. trong khi Komering Ilir thường được sử dụng ở các khu vực Đông Ogan Komering Ulu và Ogan Komering Ilir, thì từ vựng lại bị ảnh hưởng nhiều hơn từ từ vựng tiếng Mã Lai Palembang.